# 뮤리엘 데이
뮤리엘 데이(Muriel Day)는 아일랜드의 가수이다. 유로비전 송 콘테스트 1969에서 아일랜드 대표로 참가했다.